# Transit (película de 1991)
Transit es una película franco-alemana dirigida por René Allio y estrenada en 1991.

## Sinopsis
En 1937, Gerhardt se escapa de un campo de concentración alemán y se refugia en Francia. En 1940 es también internado en un campo de concentración francés, del que consigue escaparse. Antes de salir, un anciano también preso le pide que lleve una carta a un escritor que reside en París, un tal Weidel. Gerhardt descubre que el escritor está muerto y puede recuperar algunos efectos y documentos del escritor en una maleta. Gracias a los papeles del difunto, Gerhardt toma la identidad del escritor y se vuelve a Marsella, donde espera embarcarse para México. Entretanto, conoce a Marie, una joven que espera igualmente para marchar en compañía de un doctor. Gerhardt comprende que Marie ha sido pareja de Weidel, al que ha abandonado para seguir el doctor. Marie y Gerhardt consiguen obtener una plaza a bordo del Montreal, pero finalmente Gerhardt permanecerá en Marsella y dejará que Marie marche con el doctor. Poco después, conocemos que el Montreal habría sufrido un naufragio.

## Ficha técnica
- Título: Tránsito
- Realizador: René Allio
- Guion: René Allio y Jean Jourdheuil, sobre la novela de Anna Seghers, Tránsito
- Diálogos: René Allio
- Fotografía: Richard Copans
- Sonido: Olivier Schwob
- Música: Georges Bœuf
- Decorados: Gisèle Cavali, Sylvie Deldon
- Montaje: Marie-Hélène Quinton
- Países de origen:   Francia  Alemania
- Lengua: francés
- Rodaje exterior 
  - París
  - Marsella
- Productor: Humbert Balsan
- Producción: Paris Classics Productions, Action Films, France 3, ZDF, La Sept Cinéma, SFP Cinéma
- Distribución: Les Films du Sémaphore
- Formato: color por Eastmancolor — 1,66:1 — monoaural — 35 mm
- Género: drama
- Duración: 125 minutos
- Data de salida: 16 de enero de 1991 en Francia

## Distribución
- Sebastian Koch: Gerhardt
- Claudia Messner: Marie
- Rüdiger Vogler: el doctor
- Magali Leiris: Nadine
- Paul Allio: Georges Binnet
- Nicole Dogué: Claudine
- Ludwig Boettger: Strobel
- Dominique Horwitz: el pequeño légionnaire
- Hans Diehl: Heinz
- Günter Lampe: el hombre calvo
- Judith Henry: Yvonne
- Malka Ribowska
- Maïté Nahyr
- Michèle Barthelemy Zafrilla: una hija de alegría
- José Zafrilla: un marinero